# Zhang Jun
Zhang Jun (Suzhou, 26 de novembro de 1977) é um jogador de badminton chines. bicampeão olímpico, especialista em duplas.

## Carreira
Zhang Jun representou seu país nos Jogos Olímpicos de Verão de 2000 a 2008, conquistando a medalha de ouro, nas duplas mistas em 2000 e 2004 com Gao Ling. Atualmente é treinador da Seleção Chinesa.